# Draycot Cerne
Draycot Cerne är en by i civil parish Sutton Benger, i distriktet Wiltshire, i grevskapet Wiltshire, i England. Byn är belägen 5 km från Chippenham. Draycot Cerne var en civil parish fram till 1934 när blev den en del av Sutton Benger. Civil parish hade 113 invånare år 1931. Byn nämndes i Domedagsboken (Domesday Book) år 1086, och kallades då Draicote.